# 洛倫茨帕克 (紐約州)
洛倫茨帕克（英語：Loreenz Park）是位於美國紐約州哥倫比亞縣的普查規定居民點。

## 人口
根據2020年美國人口普查的數據，洛倫茨帕克的面積為5.04平方千米，當中陸地面積為4.62平方千米，而水域面積為0.42平方千米。當地共有人口2001人，而人口密度為每平方千米397.02人。